# Полёвка Гюнтера
Полёвка Гюнтера (лат. Microtus guentheri) — вид грызунов рода серых полёвок. Названа в честь зоолога Альберта Гюнтера (1830—1914).
Длина тела 14 см, хвост длиной 4 см. Внешне очень похожа на обыкновенную полёвку, но больше, чем она. Верх тела серо-коричневого цвета с желтоватым оттенком, а брюхо желтовато-серое.
Встречается вокруг восточной части Средиземного моря, в Малой Азии, Северной Африке и на Балканах. В Ливии встречается на высоте до 1500 метров, в Европе — от 150 до 500 метров над уровнем моря. Населяет сухие луга с редкой растительностью на хорошо дренированных почвах.
Живёт группами в засушливых травянистых районах, на открытых горных участках местности. Норы с несколькими входами расположены на глубине 20—30 см. Гнездо имеет 1-2 камеры.
Питается зелёными частями растений и их семенами. В засушливые периоды, когда испытывает недостаток зелёного корма, мигрирует на поля кукурузы и люцерны. Активность в основном в ночное время, при благоприятных погодных условиях в течение дня.
Рождает до девяти детёнышей от 3 до 5 раз в год. 